# Heynburg

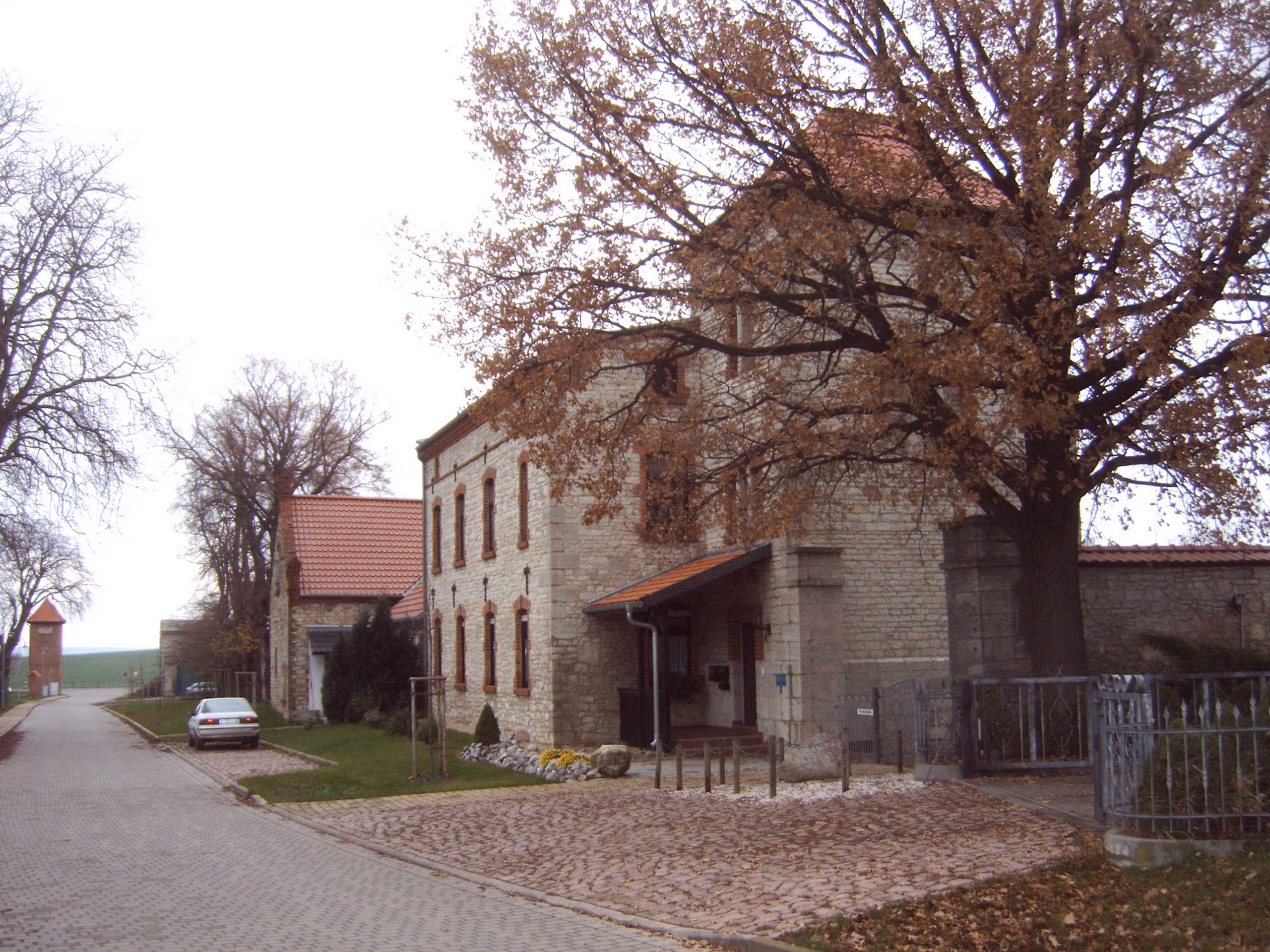
Gebäude in Heynburg

Heynburg ist ein Ortsteil der Stadt Gröningen in der Magdeburger Börde in Sachsen-Anhalt.
Die Ortschaft liegt in einer Höhe von 101 Meter über Normalnull an der Bundesstraße 81 auf halbem Weg zwischen Gröningen im Westen und Kroppenstedt im Osten.
Heynburg wurde vom Rittergutsbesitzer Heyne zunächst als Vorwerk auf den zu seinem Gröninger Besitz gehörenden Gutslandes errichtet. Die Familie erbaute 1853 auf ihrem Land einen eigenständigen Gutshof dem auch eine eigenständige Rittergutswürde beigelegt wurde. Durch die Zinnen nannten die Leute das Gut Heynes Burg. Daraus wurde Heynburg. Noch heute wird Heynburg durch die verschiedenen zum ehemaligen Gut gehörenden Häuser geprägt. 1910 hatte Heynburg 110 Einwohner. Zu Beginn des 20. Jahrhunderts verkauften die Erben Heynes, die Familien Schliephacke und die Freiherren von Uechtritz u. Steinkirch, das Gut und Dorf an die Familie Wiersdorff und Hecker.
Am 30. September 1928 wurde der Gutsbezirk Heynburg aufgelöst und der größte Teil der Stadt Gröningen zugeteilt.
In der Nähe Heynburgs befinden sich zwei als Naturschutzgebiete ausgewiesene Seen. Neben dem Grundlos ist dies der in einer Entfernung von 1,5 km nördlich gelegene See Seeburg.